# Шуньї (Пекін)
Шуньї (спрощ.: 顺义区; піньїнь: Shùnyì qū) — район міського підпорядкування китайської столиці, Пекіна.

## Адміністративний поділ
Район поділяється на 6 вуличних комітетів, 7 місцевих комітетів і 12 селищ.